# Биц, Михаил Исаакович
Михаил Исаакович Биц (род. 24 декабря 1946) — советский кинооператор. Лауреат Государственной премии РСФСР им. Н. К. Крупской.

## Биография
Родился 24 декабря 1946 года. В 1970 году окончил ВГИК. С 1968 года на киностудии «Мосфильм». Член КПСС с 1976 года.

## Награды и премии
- Государственная премия РСФСР имени Н. К. Крупской (1978) — за съёмки фильма «Розыгрыш» (1976)

## Фильмография
- 1969 — Тоска (к/м)
- 1971 — Антрацит
- 1973 — Много шума из ничего (совместно с Е. В. Гуслинским)
- 1973 — Невероятные приключения итальянцев в России (совместно с Г. Погани)
- 1975 — Комсомол (док., с А. Н. Зеняном)
- 1976 — Розыгрыш
- 1977 — Схватка в пурге
- 1978 — Молодость (киноальманах)
- 1980 — Жизнь прекрасна (совместно с Д. Маккари и Л. Кувейлером)
- 1981 — Чёрный треугольник
- 1982 — Оставить след
- 1983 — Клетка для канареек
- 1984 — Через все годы
- 1986 — Я сделал всё, что мог
- 1987 — Акселератка
- 1988 — Это было прошлым летом
- 1990 — Ловкач и Хиппоза